# Варзобский район
Варзобский район (тадж. Ноҳияи Варзоб) — район республиканского подчинения в Таджикистане. Районный центр — село Варзоб, находится в 25 км севернее города Душанбе.

## География
Варзобский район расположен в Гиссарской долине, прилегает к северной границе города Душанбе. На севере граничит с Айнинским районом Согдийской области, на западе — с Гиссарским районом, на юге — с районом Рудаки, на востоке — с Вахдатским районом.
Варзобский район с севера на юг пересекает река Варзоб (тадж. Варзоб).
Площадь района — 1671 км².
В Варзобском ущелье, входящим в состав Варзобского района, расположена курортная зона.

## История
До 1920 года Варзобский амлок Гиссарского бекства Бухарского эмирата. 
Образован как Варзобский район 27 октября 1939 года в составе Сталинабадской области Таджикской ССР.
26 ноября 1959 года район упразднён с передачей его территории в состав Сталинабадского района.
Постановлением Верховного Совета Таджикской ССР от 26 февраля 1991 года Варзобский район (с административным центром в посёлке Варзоб) образован вновь за счёт разукрупнения Ленинского района и территории города Душанбе.

## Население
Население по оценке на 1 января 2016 года составляет 74 800 человек, в том числе городское — в посёлке Такоб — 3,3 % или 2400 человек.
| Численность населения | Численность населения | Численность населения | Численность населения | Численность населения | Численность населения | Численность населения | Численность населения |
| 1939                  | 2003                  | 2004                  | 2005                  | 2006                  | 2007                  | 2008                  | 2009                  |
| --------------------- | --------------------- | --------------------- | --------------------- | --------------------- | --------------------- | --------------------- | --------------------- |
| 20 081                | ↗56 400               | ↗57 800               | ↗59 400               | ↗61 000               | ↗62 300               | ↗64 000               | ↗65 700               |
| 2019                  | 2020                  | 2021                  | 2022                  |                       |                       |                       |                       |
| ↗80 500               | ↗82 200               | ↗87 400               | ↗89300                |                       |                       |                       |                       |

## Административное деление
Глава Варзобского района — Председатель Хукумата, назначается Президентом Республики Таджикистан. Глава правительства Варзобского района — Председатель Хукумата. Законодательный орган Варзобского района — Маджлис народных депутатов, избираются всенародно на 5 лет.
В состав Варзобского района входят 1 посёлок городского типа — Такоб, 6 сельских общин (тадж. ҷамоат) и 75 сельских населённых пунктов:
| Сельская община | Население |
| --------------- | --------- |
| Такоб, пгт      | 2400      |
| Айни            | 7167      |
| Варзобкала      | 8318      |
| Дехмалик        | 5914      |
| Зидех           | 5373      |
| Лучоб           | 5141      |
| Чорбог          | 16 216    |